# Kocham Dwójkę. Złoty jubileusz
Kocham Dwójkę. Złoty jubileusz – polski program rozrywkowy tworzony w formie teleturnieju, emitowany od 7 listopada do 5 grudnia 2020 roku na antenie TVP2. Audycja powstała jako forma uczczenia 50-lecia telewizyjnej Dwójki. Program prowadzi Tomasz Kammel, a kapitanami biorących udział w programie drużyn są Marzena Rogalska i Maciej Kurzajewski.
Wszystkie odcinki programu dostępne są w internetowym serwisie TVP VOD.
Reżyserem programu był Konrad Smuga.
Autorem projektu scenografii był Michał Białousz.

## Charakterystyka programu
W każdym odcinku udział biorą dwie drużyny składające się z kapitana (w tych rolach występują Marzena Rogalska oraz Maciej Kurzajewski), a także dwóch gwiazd związanych z programami emitowanymi na antenie telewizyjnej Dwójki na przestrzeni lat. Po kilku konkurencjach jedna z drużyn może wygrać nawet trzydzieści tysięcy złotych, które przekazuje wybranej instytucji charytatywnej.

## Zasady gry
Runda 1.
Na ekranie pojawia się jednominutowy materiał filmowy, który składa się z dziesięciu fragmentów programów emitowanych przez TVP2. Zadaniem uczestników jest napisanie na tabliczkach tytułów programów, które pojawiły się w materiale. Za każdą poprawną odpowiedź drużyny otrzymują po 200 złotych.
Runda 2.
Konkurencja kto pierwszy ten lepszy. Prowadzący pięciokrotnie na podstawie materiału filmowego zadaje pytanie z trzema wariantami odpowiedzi. Drużyna, która szybciej wciśnie guzik, odpowiada na pytanie. W razie pomyłki pytanie przechodzi na drużynę przeciwną. Za każdą poprawną odpowiedź drużyna otrzymuje 1000 złotych.
Runda 3.
W tej rundzie drużyny słuchają fragmentów trzech piosenek z pewnego roku. Gracze muszą odgadnąć rok, w którym wydano przedstawione utwory i zapisać go na tabliczce (jeśli im się to uda, dostają 1000 zł). Po występie muzycznym gwiazdy z tego okresu prowadzący zadaje pytanie, które dotyczy związanego z danym rokiem programu telewizyjnej Dwójki. Na pytanie odpowiada drużyna, która nie wcisnęła guzika (guzik wciska przeciwna drużyna, która uważa, że rywale nie znają odpowiedzi na to pytanie). Za poprawną odpowiedź drużyna otrzymuje 1000 złotych.
Runda 4.
Prowadzący w tej rundzie czyta trzy wskazówki na temat tajemniczego gościa specjalnego, który po odpowiedzi jednej z drużyny pojawia się w studiu (za poprawne wskazanie drużyna wzbogaca się o 2000 zł). Następnie prowadzący zadaje jedno pytanie z trzema wariantami odpowiedzi. Drużyna, która szybciej wciśnie guzik, odpowiada na pytanie. Za poprawną odpowiedź można zdobyć 2000 złotych.
Runda 5.
Prowadzący zadaje pytanie dotyczące gwiazdy muzycznej programu. Drużyna, która szybciej wciśnie guzik, odpowiada na pytanie. Za poprawną odpowiedź drużyna otrzymuje 2000 złotych.
Runda 6.
Runda-niespodzianka. Na ekranie pojawia się tytuł jednego z teleturniejów TVP2. Cała runda przebiega zgodnie z regułami wylosowanego programu. Zespół, który zwycięży w tej konkurencji, otrzymuje 2000 złotych.
Finał – W labiryncie
Do finału przechodzi drużyna, która zebrała więcej pieniędzy. Zespół wybiera swojego reprezentanta (nie może być nim kapitan), który wchodzi do labiryntu i w ciągu 50 sekund musi zebrać jak najwięcej gumowych przedmiotów w kształcie logo Dwójki (jest ich pięć). Za każdą zebraną dwójkę, do konta drużyny dodaje się 2000 złotych (razem można powiększyć stan posiadania o 10 000 złotych).

## Lista odcinków
| Lp. | Drużyna Marzeny Rogalskiej                                                  | Drużyna Macieja Kurzajewskiego                             | Pozostali goście                                                    | Data emisji       |
| --- | --------------------------------------------------------------------------- | ---------------------------------------------------------- | ------------------------------------------------------------------- | ----------------- |
| 1.  | Teleturnieje: Karol Strasburger, Norbi                                      | M jak miłość: Teresa Lipowska, Mikołaj Roznerski           | Golec uOrkiestra, Urszula, Helena Vondráčková, Anna Jurksztowicz    | 7 listopada 2020  |
| 2.  | Kabarety: Robert Motyka, Grzegorz Halama                                    | Na dobre i na złe: Anna Dereszowska, Katarzyna Bujakiewicz | Rafał Brzozowski, Andrzej Piaseczny, Jolanta Fajkowska              | 14 listopada 2020 |
| 3.  | Europa da się lubić: Paolo Cozza, Kevin Aiston                              | Disco polo: Magdalena Narożna, Radosław Liszewski          | Sylwia Grzeszczak, Piotr Kupicha, Grażyna Szapołowska               | 21 listopada 2020 |
| 4.  | Szansa na sukces: Katarzyna Stankiewicz, Katarzyna Cerekwicka, Artur Orzech | The Voice: Cleo, Tomson, Baron                             | Beata Kozidrak, Igor Herbut, Włodzimierz Zientarski                 | 28 listopada 2020 |
| 5.  | Sportowcy: Marcin Gortat Piotr Gruszka                                      | Pytanie na śniadanie: Ida Nowakowska Tomasz Wolny          | Golec uOrkiestra, Alicja Majewska, Michał Wiśniewski, Maciej Musiał | 5 grudnia 2020    |

## Oglądalność
Informacje dotyczące oglądalności oparto na badaniach przeprowadzonych przez Nielsen Audience Measurement; dotyczą one wyłącznie oglądalności premiery telewizyjnej – nie uwzględniają oglądalności powtórek, wyświetleń w serwisach VOD (np. TVP VOD) itp.
| Odcinek | Widownia                      |
| ------- | ----------------------------- |
| 1.      | 1,846 mln (7 listopada 2020)  |
| 2.      | 1,229 mln (14 listopada 2020) |
| 3.      | 1,403 mln (21 listopada 2020) |
| 4.      | (28 listopada 2020)           |
| 5.      | (5 grudnia 2020)              |
| Średnia | 1,334 mln                     |